# Provinz Acomayo
Die Provinz Acomayo ist eine von dreizehn Provinzen der Region Cusco in Südzentral-Peru. Sie hat eine Fläche von 948,22 km². Beim Zensus 2017 lebten in der Provinz 22.940 Menschen. Im Jahr 1993 lag die Einwohnerzahl bei 28.906, im Jahr 2007 bei 27.357. Die Provinzverwaltung befindet sich in Acomayo.

## Geographische Lage
Die Provinz Acomayo liegt in den Anden, etwa 50 km südsüdöstlich der Regionshauptstadt Cusco. Sie hat eine Längsausdehnung in NNW-SSO-Richtung von etwa 57 km sowie eine Breite von etwa 15 km. Der Oberlauf des Río Apurímac fließt entlang der westlichen Provinzgrenze nach Norden. Im Südosten der Provinz liegt der See Laguna Pomacanchi.
Die Provinz Acomayo grenzt im Norden an die Provinzen Cusco und Paucartambo, im Osten an die Provinzen Quispicanchi und Canchis, im Süden an die Provinzen Canas und Chumbivilcas sowie im Westen an die Provinz Paruro.

## Verwaltungsgliederung
Die Provinz Acomayo ist in sieben Distrikte gegliedert. Der Distrikt Acomayo ist Sitz der Provinzverwaltung.
| Distrikt     | Verwaltungssitz |
| ------------ | --------------- |
| Acomayo      | Acomayo         |
| Acopía       | Acopía          |
| Acos         | Acos            |
| Mosoc Llacta | Mosoc Llacta    |
| Pomacanchi   | Pomacanchi      |
| Rondocan     | Rondocan        |
| Sangarará    | Sangarará       |